# Obrium kusamai
Obrium kusamai là một loài bọ cánh cứng trong họ Cerambycidae.